# Sacis
La Società per Azioni Commerciale Iniziative Spettacolo (SACIS) è stata una società per azioni italiana, concessionaria per la commercializzazione dei prodotti della Rai. Ha gestito la produzione degli spot pubblicitari  trasmessi sulle reti televisive e radiofoniche dell'emittente pubblica. Si è occupata della vendita nei mercati stranieri dei prodotti Rai e di controllo della qualità della pubblicità trasmessa dalla Rai. È stata anche una società di distribuzione e produzione cinematografica e televisiva.

## Storia
La SACIS, una delle prime consociate della RAI, nasce nel 1955 per occuparsi della pubblicità per Carosello. Era posseduta al 90% dalla Sipra, la concessionaria di pubblicità Rai, e il 10% dalla ERI.
Sin dalla nascita della radio italiana gli annunci pubblicitari erano letti dagli annunciatori e i pochi comunicati registrati, prima del 1970 erano confezionati nella sede RAI di Torino. Con la nascita di Carosello, per la prima volta in trent'anni venivano mandati in onda dei programmi che erano prodotti all'esterno della RAI, da ditte scelte dai committenti. Si decise che questi programmi dovessero rispettare una serie di regole e per effettuare i controlli fu creata la SACIS. 
Vi erano innanzitutto dei veri e propri divieti per i quali non si potevano reclamizzare molti tipi di prodotti: armi e munizioni, prodotti e metodi per lo sviluppo fisico, contraccettivi, agenzie investigative, pompe funebri, lotterie, usura, predizioni del futuro, quotidiani e periodici, automobili, gioielli di valore superiore alle 300.000 lire, pellicce, motoscafi, crociere e viaggi organizzati. Nelle ore dei pasti non si potevano pubblicizzare nemmeno la carta igienica, i detersivi per il w.c. e altri prodotti "sgradevoli". Vi erano poi i limiti ai passaggi delle réclames: ogni filmato poteva andare in onda solo cinque volte.
Nel 1964 la SACIS riceve dalla RAI il mandato di agenzia in esclusiva per commercializzare i programmi RAI all'estero. Aveva rappresentanze a New York (presso la Rai Corporation), Montevideo, Toronto, Città del Messico, Caracas, Quito, Lima, Rio de Janeiro, Porto Alegre e Santiago del Cile. Nel 1970 vende 481 programmi, prevalentemente di musica leggera e varietà, e persino documentari. Fra gli acquirenti al primo posto erano gli enti televisivi dell'America Latina, poi quelli dell'Europa Occidentale, infine quelli del Nordamerica.
Nel 1975 l'intero capitale sociale della Sipra e il controllo della Sacis passano alla Rai.
Diventa partecipata al 100% dalla RAI.
La SACIS ha prodotto, co-prodotto e distribuito decine di film, sia per la televisione che per il mercato cinematografico. Il primo fu nel 1982 La notte di San Lorenzo di Paolo e Vittorio Taviani.
Nel 1997 la Sacis, la Fonit Cetra e la Eri confluiscono in un'unica società: Rai Trade, incaricata di commercializzare i programmi RAI e di operare nel campo dell'acquisto e vendita di diritti.